# فلوريان مور
فلوريان مور (بالألمانية: Florian Mohr)‏ (25 أغسطس 1984 بهامبورغ في ألمانيا - ) هو لاعب كرة قدم ألماني في مركز الدفاع. لعب مع بادربورن 07 وغرويتر فورت وفيردر بريمن ونادي سانت باولي وفيردر بريمن 2 ‏ وSC Concordia von 1907 ‏.

## وصلات خارجية
- فلوريان مور على موقع قاعدة بيانات كرة القدم.إي يو (الإنجليزية)
- فلوريان مور على موقع بيانات كرة القدم. دي إي (الألمانية)
- فلوريان مور على موقع Soccerway.com (الإنجليزية)
- فلوريان مور على موقع عالم كرة القدم.نت (الإنجليزية)